# Nekrolog 4. Quartal 1972
Nekrolog
◄◄
| ◄
| 1968
| 1969
| 1970
| 1971
| 1972 | 1973 | 1974 | 1975 | 1976 | ► | ►►
1. Quartal |
2. Quartal |
3. Quartal |
4. Quartal 1972
Weitere Ereignisse | Allgemeiner Nekrolog 1972
Die Beschreibung der verstorbenen Person sollte so kurz wie möglich gehalten sein und nur deren signifikante Tätigkeit(en) enthalten.
Neue Namen ggf. auch unter dem Geburts- und Sterbedatum, also etwa unter 1. Januar und im Geburts- und Sterbejahr (2024) eintragen (nur bei entsprechender großer Wichtigkeit). Für Beispiele siehe die schon vorhandenen Artikel.
Außerdem über die fünf zuletzt Verstorbenen, zu denen es einen ausreichend guten Artikel für eine Präsentation auf der Hauptseite gibt, nach der todesbedingten Überarbeitung der Artikel ggf. auch unter Wikipedia Diskussion:Hauptseite informieren und sie am besten auch in den anderen Wikipedia-Sprachversionen eintragen. Tipp: Regelmäßig bei news.google.de nach „ist tot“, „gestorben“ oder „verstorben“ suchen.
Wenn eine Person gestorben ist, gibt es viele Seiten zu dieser Person in der Wikipedia, die davon auch betroffen sind und entsprechend aktualisiert werden müssen. Beispiele: Namenübersichtsseite, Geburtsjahr, Geburtsort-Seiten und viele mehr.
Wie finde ich die betroffenen Seiten?
Im Suchfeld auf der linken Seite gibt man den Suchbegriff so ein: „Vorname Nachname“. Dann klickt man auf Volltext und alle Seiten mit entsprechendem Suchtext werden aufgerufen. Hier sieht man dann schnell, wo auch das Todesjahr Sinn macht oder sogar ein Teil des Artikels angepasst werden muss. Auch hilft das „Werkzeug“ auf der linken Seite sehr gut, um solche Seiten aufzufinden: „Links auf diese Seite“. Somit ist die Wikipedia wieder aktuell in allen Bereichen! Hinweis: bei Eintragung der Kategorie „Gestorben JAHR“ wird der Missbrauchsfilter 49 ausgelöst, was jedoch nicht schlimm ist. Siehe: Spezial:Missbrauchsfilter/49
Dies ist eine Liste von im vierten Quartal 1972 verstorbenen bekannten Persönlichkeiten. Die Einträge erfolgen innerhalb der einzelnen Daten alphabetisch sortiert. Tiere sind im Nekrolog für Tiere zu finden.

## Oktober
| Tag         | Name                                | Beruf, bekannt als                                                                                              | Alter | Beleg |
| ----------- | ----------------------------------- | --- | ----- | ----- |
| 1. Oktober  | Juan Aguilera                       | chilenischer Fußballspieler                                                                                     | 64    |       |
| 1. Oktober  | Ejvind Blach                        | dänischer Hockeyspieler                                                                                         | 76    |       |
| 1. Oktober  | Kurt Hiller                         | deutscher Schriftsteller und Publizist                                                                          | 87    |       |
| 1. Oktober  | Louis Leakey                        | kenianischer Paläoanthropologe                                                                                  | 69    |       |
| 2. Oktober  | Gert Andreae                        | deutscher Schauspieler                                                                                          | 45    |       |
| 2. Oktober  | Günter Dietrich                     | deutscher Ozeanograph                                                                                           | 60    |       |
| 2. Oktober  | Julius Hahn                         | österreichischer Politiker (CSP, ÖVP), Mitglied des Bundesrates                                                 | 82    |       |
| 2. Oktober  | Marcelino Olaechea Loizaga          | spanischer Ordensgeistlicher, römisch-katholischer Bischof, Salesianer Don Boscos                               | 83    |       |
| 2. Oktober  | Syd Puddefoot                       | englischer Fußball- und Cricketspieler                                                                          | 77    |       |
| 2. Oktober  | Herman Zanstra                      | niederländischer Astronom                                                                                       | 77    |       |
| 3. Oktober  | Harry B. Coffee                     | US-amerikanischer Politiker                                                                                     | 82    |       |
| 3. Oktober  | Paul Gäbler                         | deutscher evangelischer Theologe, Pfarrer, Missionar, Missionswissenschaftler und Hochschullehrer               | 70    |       |
| 3. Oktober  | Ludolf Haase                        | deutscher NSDAP-Gauleiter                                                                                       | 74    |       |
| 3. Oktober  | Hugo Kocher                         | deutscher Schriftsteller und Illustrator                                                                        | 68    |       |
| 3. Oktober  | Karl Kröner                         | deutscher Maler und Schriftsteller                                                                              | 85    |       |
| 3. Oktober  | Benjamin Rowland                    | US-amerikanischer Kunsthistoriker                                                                               | 67    |       |
| 3. Oktober  | Jeanette Schultze                   | deutsche Schauspielerin                                                                                         | 41    |       |
| 4. Oktober  | Rudolf Gahlbeck                     | deutscher Maler, Graphiker, Kunstpädagoge und Schriftsteller                                                    | 76    |       |
| 4. Oktober  | Georg Geiger                        | deutscher Gewerkschafter, Fuhrunternehmer und Politiker (SPD)                                                   | 78    |       |
| 4. Oktober  | Colin Gordon                        | britischer Schauspieler                                                                                         | 61    |       |
| 4. Oktober  | Karl Theodor zu Guttenberg          | deutscher Politiker (CSU)                                                                                       | 51    |       |
| 4. Oktober  | Jan Meškank                         | sorbischer Lehrer, Schriftsteller und Volkskundler                                                              | 67    |       |
| 4. Oktober  | Edmund Rowe                         | US-amerikanischer Politiker                                                                                     | 79    |       |
| 4. Oktober  | Alexandar Walkanow                  | bulgarischer Zoologe und Protistologe                                                                           | 67    |       |
| 5. Oktober  | Friedrich Ackmann                   | deutscher Landrat                                                                                               | 69    |       |
| 5. Oktober  | Henry Dreyfuss                      | amerikanischer Produktdesigner                                                                                  | 68    |       |
| 5. Oktober  | Patrick Hogan                       | irischer Politiker                                                                                              | 65    |       |
| 5. Oktober  | Iwan Antonowitsch Jefremow          | sowjetischer Paläontologe und Science-Fiction-Autor                                                             | 64    |       |
| 5. Oktober  | Solomon Lefschetz                   | US-amerikanischer Mathematiker                                                                                  | 88    |       |
| 5. Oktober  | Børge Mogensen                      | dänischer Möbeldesigner                                                                                         | 58    |       |
| 5. Oktober  | Georg Strassmann                    | Pathologe und Hochschullehrer                                                                                   | 82    |       |
| 6. Oktober  | Oskar Ballhaus                      | deutscher Theaterintendant, Regisseur und Schauspieler                                                          | 64    |       |
| 6. Oktober  | Curt Fleischhack                    | deutscher Bibliothekar                                                                                          | 79    |       |
| 6. Oktober  | Herbert Girardet                    | deutscher Verleger                                                                                              | 62    |       |
| 6. Oktober  | Johann Kuchner                      | österreichischer Politiker (ÖVP), Landtagsabgeordneter, Mitglied des Bundesrates                                | 90    |       |
| 7. Oktober  | Charles F. Curry junior             | US-amerikanischer Politiker                                                                                     | 79    |       |
| 7. Oktober  | Erik Eriksen                        | dänischer Politiker (Venstre), Mitglied des Folketing                                                           | 69    |       |
| 7. Oktober  | Gerhard Flügge                      | deutscher Schriftsteller und Herausgeber                                                                        | 58    |       |
| 7. Oktober  | Hermann Victor Hugo Hübbe           | deutscher Bankier                                                                                               | 71    |       |
| 7. Oktober  | Erika Meingast                      | österreichische Schauspielerin                                                                                  | 71    |       |
| 7. Oktober  | Roland Pièce                        | Schweizer Erfinder und Funkpionier                                                                              | 75    |       |
| 7. Oktober  | Josef Schüttler                     | deutscher Politiker (CDU), MdB                                                                                  | 69    |       |
| 8. Oktober  | Prescott Bush                       | US-amerikanischer Politiker                                                                                     | 77    |       |
| 8. Oktober  | Anni Kapp                           | deutsche Wasserspringerin                                                                                       | 63    |       |
| 8. Oktober  | Aarno Maliniemi                     | finnischer Historiker                                                                                           | 80    |       |
| 8. Oktober  | Ernst Ruickoldt                     | deutscher Pharmakologe, Hochschullehrer und Rektor der Universität Rostock                                      | 80    |       |
| 8. Oktober  | Michail Leonidowitsch Slonimski     | sowjetisch-russischer Schriftsteller                                                                            | 75    |       |
| 9. Oktober  | Dave Bancroft                       | US-amerikanischer Baseballspieler                                                                               | 81    |       |
| 9. Oktober  | Giuseppe Capogrossi                 | italienischer Maler und Grafiker                                                                                | 72    |       |
| 9. Oktober  | Miriam Hopkins                      | US-amerikanische Schauspielerin                                                                                 | 69    |       |
| 9. Oktober  | Emil Otto Hoppé                     | Fotograf | 94    |       |
| 9. Oktober  | Inger Karén                         | dänisch-deutsche Opernsängerin (Alt)                                                                            | 64    |       |
| 10. Oktober | Heinz Friedrich Deininger           | deutscher Historiker, Archivar und Heimatforscher                                                               | 71    |       |
| 10. Oktober | Kenneth Essex Edgeworth             | irischer Astronom                                                                                               | 92    |       |
| 10. Oktober | Ernest Mills                        | britischer Radrennfahrer                                                                                        | 59    |       |
| 10. Oktober | Tom Stewart                         | US-amerikanischer Jurist und Politiker                                                                          | 80    |       |
| 11. Oktober | John Leslie Catterall               | US-amerikanischer klassischer Philologe                                                                         | 67    |       |
| 11. Oktober | Nils Fixdal                         | norwegischer Weit- und Dreispringer                                                                             | 82    |       |
| 11. Oktober | Bernhard Mühlhan                    | deutscher Pädagoge und Politiker (FDP), MdB                                                                     | 67    |       |
| 11. Oktober | Michael Pfliegler                   | österreichischer katholischer Moraltheologe und Pastoraltheologe                                                | 81    |       |
| 11. Oktober | Paul Ricca                          | italo-amerikanischer Mobster und Oberhaupt des Chicago Outfits                                                  | 74    |       |
| 11. Oktober | Johannes von Welczeck               | deutscher Diplomat                                                                                              | 94    |       |
| 12. Oktober | Georg Bucher                        | österreichischer Schauspieler                                                                                   | 66    |       |
| 12. Oktober | Mary Frizzell                       | kanadische Leichtathletin                                                                                       | 59    |       |
| 12. Oktober | Leonard T. Gerow                    | US-amerikanischer General                                                                                       | 84    |       |
| 12. Oktober | Heinrich Giesen                     | deutscher evangelischer Theologe                                                                                | 62    |       |
| 12. Oktober | Robert Le Vigan                     | französischer Filmschauspieler                                                                                  | 72    |       |
| 13. Oktober | Herman A. Affel                     | US-amerikanischer Elektrotechniker, Miterfinder des Koaxialkabels                                               | 79    |       |
| 13. Oktober | Johanna Himmler                     | deutsche Politikerin (KPD), MdR                                                                                 | 78    |       |
| 13. Oktober | Robert Owen Jones                   | britischer Offizier der Luftstreitkräfte des Vereinigten Königreichs                                            | 71    |       |
| 13. Oktober | Willy Lang                          | sudetendeutscher Zeichner und Grafiker, Lehrer und Erzähler                                                     | 79    |       |
| 13. Oktober | Basil Maine                         | englischer Musikkritiker, Komponist, Schriftsteller, Erzähler und Priester                                      | 78    |       |
| 13. Oktober | Heinz Pol                           | deutscher Journalist, Schriftsteller und Filmkritiker                                                           | 71    |       |
| 13. Oktober | Phil Seamen                         | britischer Jazzschlagzeuger                                                                                     | 46    |       |
| 14. Oktober | Marius Abelsen                      | grönländischer Landesrat und Politiker                                                                          |       |       |
| 14. Oktober | Maria Ammann                        | deutsche Wohlfahrtspflegerin und Schulleiterin                                                                  | 72    |       |
| 14. Oktober | Joseph Kaminski                     | israelischer Komponist                                                                                          | 68    |       |
| 14. Oktober | William H. Sutphin                  | US-amerikanischer Politiker                                                                                     | 85    |       |
| 14. Oktober | Paul Wolf                           | US-amerikanischer Schwimmer                                                                                     | 57    |       |
| 15. Oktober | Hugh W. Cross                       | US-amerikanischer Politiker                                                                                     | 76    |       |
| 15. Oktober | Alexander Kaul                      | deutscher Politiker (GB/BHE), MdL                                                                               | 71    |       |
| 15. Oktober | Joachim Maass                       | deutscher Schriftsteller und Lyriker                                                                            | 71    |       |
| 15. Oktober | Bruno Sattler                       | deutscher SS-Sturmbannführer und Kriminaldirektor, Leiter des Referates IV A 2 des Reichssicherheitshauptamt... | 74    |       |
| 15. Oktober | Hermann Sievers                     | deutscher Politiker (SPD)                                                                                       | 80    |       |
| 15. Oktober | Franz Xaver Weidinger               | österreichischer Maler                                                                                          | 82    |       |
| 16. Oktober | Leo G. Carroll                      | englischer Schauspieler                                                                                         | 85    |       |
| 16. Oktober | Gwidon Damazyn                      | polnischer Ingenieur und Widerstandskämpfer                                                                     | 63    |       |
| 16. Oktober | Kurt Hartwig                        | deutscher Marineoffizier, U-Boot-Kommandant im Ersten Weltkrieg                                                 | 85    |       |
| 16. Oktober | Karl Ingelöf                        | deutscher Politiker (USPD, KPD, SED) und Widerstandskämpfer                                                     | 74    |       |
| 16. Oktober | Johann Matthias Lorenzen            | deutscher Bauingenieur, Küstenforscher und Präsident der Wasser- und Schifffahrtsdirektion Kiel                 | 71    |       |
| 16. Oktober | Henri Stoffel                       | französischer Automobilrennfahrer                                                                               | 89    |       |
| 16. Oktober | Curt Wahl                           | deutscher Schauspieler und Regisseur                                                                            | 68    |       |
| 16. Oktober | Abdel Wael Zwaiter                  | palästinensischer Übersetzer und Anschlagsopfer                                                                 |       |       |
| 17. Oktober | Richard Fritz Behrendt              | deutscher Soziologe                                                                                             | 64    |       |
| 17. Oktober | Richard Böhmig                      | deutscher Mediziner und Hochschullehrer                                                                         | 74    |       |
| 17. Oktober | Turk Broda                          | kanadischer Eishockeyspieler und -trainer                                                                       | 58    |       |
| 17. Oktober | František Gel                       | tschechischer Journalist, Rundfunkmoderator, Schriftsteller und Übersetzer                                      | 71    |       |
| 17. Oktober | Georg von Serbien                   | Kronprinz von Serbien                                                                                           | 85    |       |
| 17. Oktober | Oskar Howald                        | Schweizer Naturwissenschaftler                                                                                  | 75    |       |
| 17. Oktober | Polikarpe Kakabadse                 | georgisch-sowjetischer Dramatiker                                                                               | 77    |       |
| 17. Oktober | Günter Neumann                      | deutscher Komponist, Autor und Kabarettist                                                                      | 59    |       |
| 17. Oktober | Ernst Schmitt                       | deutscher Politiker (NSDAP), MdR, MdL                                                                           | 76    |       |
| 17. Oktober | Paul Westermeier                    | deutscher Schauspieler                                                                                          | 80    |       |
| 17. Oktober | Billy Williams                      | US-amerikanischer Sänger                                                                                        | 61    |       |
| 17. Oktober | Wilhelm Wölfing                     | deutscher Offizier, Kaufmann und Hochseesegler                                                                  | 89    |       |
| 18. Oktober | Ernst Brauchlin                     | Schweizer Pädagoge, Schriftsteller und Freidenker                                                               | 95    |       |
| 18. Oktober | Hermann Brügelmann                  | deutscher Kommunalpolitiker                                                                                     | 72    |       |
| 18. Oktober | Edward Cook                         | US-amerikanischer Leichtathlet                                                                                  | 82    |       |
| 18. Oktober | Wjatscheslaw Alexejewitsch Golubzow | russischer Wissenschaftler                                                                                      | 78    |       |
| 18. Oktober | Jens Krauss                         | deutscher Verwaltungsbeamter und Landrat                                                                        | 58    |       |
| 18. Oktober | Johann Linder                       | Schweizer Kabarettist und St. Galler Original                                                                   |       |       |
| 18. Oktober | Andrea Marrazzi                     | italienischer Degenfechter                                                                                      | 85    |       |
| 18. Oktober | Richard Sanders                     | US-amerikanischer Ringer                                                                                        | 27    |       |
| 19. Oktober | Philip Drinker                      | US-amerikanischer Erfinder                                                                                      | 77    |       |
| 19. Oktober | Marie-Louise Dubreil-Jacotin        | französische Mathematikerin                                                                                     | 67    |       |
| 19. Oktober | Said ibn Taimur                     | omanischer Sultan von Maskat und Oman (1932–1970)                                                               | 62    |       |
| 19. Oktober | Mary Sutherland                     | schottisch-britische Frauenrechtlerin und Gewerkschafterin                                                      | 76    |       |
| 20. Oktober | Ella Goldschmidt                    | deutsche Unternehmerin                                                                                          | 96    |       |
| 20. Oktober | Gottfried Martin                    | deutscher Philosoph                                                                                             | 71    |       |
| 20. Oktober | Magdalena Samozwaniec               | polnische Schriftstellerin und Satirikerin                                                                      | 78    |       |
| 20. Oktober | Harlow Shapley                      | US-amerikanischer Astronom                                                                                      | 86    |       |
| 20. Oktober | Georg Steiner                       | österreichischer Bergsteiger                                                                                    | 84    |       |
| 20. Oktober | Ludwig Thoma                        | bayerischer Beamter und Senator                                                                                 | 81    |       |
| 20. Oktober | Richard Vieweg                      | deutscher Physiker und Bruder von Volkmar Vieweg                                                                | 76    |       |
| 20. Oktober | Max Ziervogel                       | deutscher General                                                                                               | 79    |       |
| 21. Oktober | Hans-Joachim Bargmann               | deutscher Politiker (SPD), MdL                                                                                  | 44    |       |
| 21. Oktober | Bruno Bauer                         | Schweizer Elektrotechniker und Hochschullehrer                                                                  | 85    |       |
| 21. Oktober | Hans Thacher Clarke                 | britisch-amerikanischer Biochemiker                                                                             | 84    |       |
| 21. Oktober | Elsa Daubert                        | deutsche Malerin                                                                                                | 77    |       |
| 21. Oktober | Werner Pfeifer                      | österreichischer Architekt                                                                                      | 53    |       |
| 21. Oktober | Walter Pott                         | deutscher Schauspieler bei Bühne, Film und Fernsehen                                                            | 55    |       |
| 21. Oktober | Daniel Schlumberger                 | französischer Orientarchäologe                                                                                  | 67    |       |
| 21. Oktober | Heinrich Trippe                     | deutscher Leichtathlet                                                                                          | 56    |       |
| 21. Oktober | Johann Wettstein von Westersheimb   | österreichisch-ungarischer, später ungarischer Diplomat                                                         | 85    |       |
| 22. Oktober | James K. Baxter                     | neuseeländischer Dichter                                                                                        | 46    |       |
| 22. Oktober | Kurt Edzard                         | deutscher Bildhauer                                                                                             | 82    |       |
| 22. Oktober | Peter Erkens                        | deutscher Politiker (Zentrum, CDU), MdL                                                                         | 74    |       |
| 22. Oktober | Peter Feile                         | deutscher Architekt und Vertreter des „Neuen Bauens“                                                            | 73    |       |
| 22. Oktober | Gustav Schmidt                      | deutscher Politiker (NSDAP), MdR                                                                                | 74    |       |
| 22. Oktober | Eduard Volters                      | österreichischer Schauspieler, Regisseur und Dramaturg                                                          | 68    |       |
| 23. Oktober | Rinus van den Berge                 | niederländischer Sprinter                                                                                       | 72    |       |
| 23. Oktober | Friedrich Bürger                    | deutscher Politiker (NSDAP), MdR und SA-Führer                                                                  | 73    |       |
| 23. Oktober | Roger Sacheverell Coke              | britischer Komponist und Pianist                                                                                | 60    |       |
| 23. Oktober | Josef Fuglewicz                     | österreichischer Ingenieur                                                                                      | 96    |       |
| 23. Oktober | Dave Simmonds                       | britischer Motorradrennfahrer                                                                                   | 32    |       |
| 24. Oktober | Herbert Bodenschatz                 | deutscher Autor und Fachmann für Notgeld und Lagergeld                                                          | 69    |       |
| 24. Oktober | Jackie Robinson                     | erster afroamerikanischer Baseballspieler in der MLB                                                            | 53    |       |
| 24. Oktober | Ernst Schütte                       | deutscher Bildungspolitiker (SPD), MdL                                                                          | 68    |       |
| 24. Oktober | Claire Windsor                      | US-amerikanische Schauspielerin                                                                                 | 80    |       |
| 24. Oktober | Edwin E. Willis                     | US-amerikanischer Politiker (Demokratische Partei)                                                              | 68    |       |
| 24. Oktober | Franz Zürn                          | deutscher Grünland- und Futterbauwissenschaftler                                                                | 63    |       |
| 25. Oktober | Doyle E. Carlton                    | Gouverneur von Florida                                                                                          | 87    |       |
| 25. Oktober | Rodolfo Galé                        | argentinischer Tangosänger                                                                                      | 43    |       |
| 25. Oktober | Johnny Mantz                        | US-amerikanischer Rennfahrer                                                                                    | 54    |       |
| 25. Oktober | Cal Massey                          | US-amerikanischer Jazzmusiker (Trompete, Keyboard)                                                              | 44    |       |
| 25. Oktober | Norman Norell                       | US-amerikanischer Modedesigner und Kostümbildner                                                                | 72    |       |
| 25. Oktober | Charles Willoughby                  | US-amerikanischer Generalmajor und Geheimdienstchef                                                             | 80    |       |
| 26. Oktober | Mary Bain                           | US-amerikanische Schachspielerin                                                                                | 68    |       |
| 26. Oktober | William Emerson Bull                | US-amerikanischer Hispanist                                                                                     | 63    |       |
| 26. Oktober | Joe Cottrill                        | britischer Mittel- und Langstreckenläufer                                                                       | 84    |       |
| 26. Oktober | Albert Hofele                       | deutscher Schauspieler und Hörfunkmoderator                                                                     |       |       |
| 26. Oktober | Erich Mehliß                        | deutscher Verwaltungsjurist und Landrat                                                                         | 72    |       |
| 26. Oktober | Philipp Rüschemeyer                 | deutscher Mediziner, Kommunalpolitiker (Zentrum, CDU)                                                           | 77    |       |
| 26. Oktober | Igor Iwanowitsch Sikorski           | russischer und US-amerikanischer Luftfahrtpionier                                                               | 83    |       |
| 27. Oktober | Hans Bonnet                         | deutscher Ägyptologe                                                                                            | 85    |       |
| 27. Oktober | Gustav Artur Dorf                   | deutscher stellvertretender Vorsitzender der Gesellschaft für Sport und Technik                                 | 64    |       |
| 27. Oktober | Arthur Lange                        | deutscher KPD-Funktionär                                                                                        | 66    |       |
| 27. Oktober | Raymond Sontag                      | US-amerikanischer Historiker                                                                                    | 75    |       |
| 27. Oktober | Giovanni Spampinato                 | italienischer Investigativjournalist                                                                            | 25    |       |
| 28. Oktober | Hettie Dyhrenfurth                  | deutsche, später schweizerische Bergsteigerin                                                                   | 79    |       |
| 28. Oktober | Hans Fitz                           | deutscher Bühnenautor, Schauspieler und Regisseur                                                               | 80    |       |
| 28. Oktober | Bernd Hartmann                      | deutscher Bildhauer und Kirchenkünstler                                                                         | 67    |       |
| 28. Oktober | Mitchell Leisen                     | amerikanischer Regisseur, Schauspieler, Produzent und Kostümdesigner                                            | 74    |       |
| 28. Oktober | Lilian Lenton                       | britische Suffragette                                                                                           | 81    |       |
| 28. Oktober | Remigi Niederberger                 | Schweizer Politiker                                                                                             | 86    |       |
| 28. Oktober | Otto Ulitz                          | deutscher Politiker, Sprecher der Landsmannschaft der Oberschlesier                                             | 87    |       |
| 29. Oktober | Ferran Ardèvol i Miralles           | katalanischer Musikwissenschaftler, Orchesterleiter, Pianist und Komponist                                      | 85    |       |
| 29. Oktober | Rudy Bowman                         | US-amerikanischer Schauspieler                                                                                  | 81    |       |
| 29. Oktober | Erich Dombrowski                    | deutscher Journalist und Schriftsteller                                                                         | 89    |       |
| 29. Oktober | Victor Milner                       | US-amerikanischer Kameramann                                                                                    | 78    |       |
| 29. Oktober | Laura Rodig                         | chilenische Bildhauerin und Malerin                                                                             | 71    |       |
| 29. Oktober | Wilhelm Schröder                    | deutscher Politiker (SED)                                                                                       | 81    |       |
| 30. Oktober | Børge Møller Grimstrup              | dänischer Schauspieler                                                                                          | 66    |       |
| 30. Oktober | Cengaver Katrancı                   | türkisches Maueropfer                                                                                           |       |       |
| 30. Oktober | Arthur Krause                       | deutscher Gymnasiallehrer in Leipzig                                                                            | 90    |       |
| 30. Oktober | Jerzy Lewi                          | polnischer Schachspieler                                                                                        | 23    |       |
| 30. Oktober | Silvio Sganzini                     | Schweizer Sprachwissenschaftler und Kulturhistoriker                                                            | 73    |       |
| 30. Oktober | Terajima Ken                        | japanischer Vizeadmiral und Politiker, Minister                                                                 | 90    |       |
| 31. Oktober | Lee Bartlett                        | US-amerikanischer Leichtathlet                                                                                  | 65    |       |
| 31. Oktober | Rudolf Boden                        | deutscher Fußballspieler                                                                                        | 55    |       |
| 31. Oktober | Bill Durnan                         | kanadischer Eishockeyspieler                                                                                    | 56    |       |
| 31. Oktober | Charles J. Kersten                  | US-amerikanischer Politiker                                                                                     | 70    |       |
| 31. Oktober | Hans Körfer                         | deutscher Sportjournalist und Fußballfunktionär                                                                 | 61    |       |
| 31. Oktober | Wolfgang Krämer                     | deutscher Philologe und Historiker                                                                              | 87    |       |
| 31. Oktober | Volkert Martens                     | deutscher Politiker (CDU), MdL                                                                                  | 74    |       |
| 31. Oktober | Engelbert Smutny                    | österreichischer Fußballspieler                                                                                 | 55    |       |
| 31. Oktober | Albert Wodrig                       | deutscher Offizier, zuletzt General der Artillerie im Zweiten Weltkrieg                                         | 89    |       |
| Oktober     | Sid Greene                          | US-amerikanischer Comiczeichner                                                                                 | 66    |       |
| Oktober     | J. Roy Hunt                         | US-amerikanischer Kameramann                                                                                    | 88    |       |

## November
| Tag          | Name                                 | Beruf, bekannt als                                                                                              | Alter | Beleg |
| ------------ | ------------------------------------ | --- | ----- | ----- |
| 1. November  | Willy Baensch                        | deutsch-amerikanischer Mediziner und Chirurg                                                                    | 79    |       |
| 1. November  | Henry Bailey                         | US-amerikanischer Sportschütze                                                                                  | 79    |       |
| 1. November  | Max Lachnit                          | deutscher Architekt und Bildhauer                                                                               | 71    |       |
| 1. November  | Robert H. MacArthur                  | US-amerikanischer Ökologe                                                                                       | 42    |       |
| 1. November  | Ezra Pound                           | US-amerikanischer Dichter                                                                                       | 87    |       |
| 2. November  | Alexander Alfredowitsch Bek          | russischer Romanautor und Schriftsteller                                                                        | 69    |       |
| 2. November  | Johannes Erxleben                    | deutscher Berufssoldat und Wehrmachtsgeneral                                                                    | 79    |       |
| 2. November  | Hermann Gradnauer                    | deutscher Zahnarzt und Zionist                                                                                  | 78    |       |
| 2. November  | Fritz Jakob Marcan                   | deutscher Kaufmann und Verleger                                                                                 | 74    |       |
| 2. November  | Wilhelm Wegner                       | deutscher Ophthalmologe und Hochschullehrer                                                                     | 74    |       |
| 3. November  | Hermann Bäuerle                      | deutscher Maler und Radierer                                                                                    | 86    |       |
| 3. November  | Sigekatu Kuroda                      | japanischer Mathematiker                                                                                        | 66    |       |
| 3. November  | Josef Preindl                        | österreichischer Politiker (ÖVP), Mitglied des Bundesrates                                                      | 51    |       |
| 3. November  | Willi Schultz                        | deutscher Schullehrer und Sammler pommerscher Volkslieder und Volkstänze                                        | 80    |       |
| 03. November | Percy Wyld                           | britischer Radrennfahrer                                                                                        | 65    |       |
| 4. November  | Hellmuth Bieske                      | deutscher Industrieller                                                                                         | 78    |       |
| 04. November | George Campbell                      | kanadischer Lacrossespieler                                                                                     | 94    |       |
| 4. November  | Fritz Dettmann                       | deutscher Wirtschaftsfunktionär in der Deutschen Demokratischen Republik (DDR)                                  | 51    |       |
| 4. November  | Clellan S. Ford                      | US-amerikanischer Anthropologe                                                                                  | 63    |       |
| 4. November  | Juri Timofejewitsch Galanskow        | sowjetischer Dichter und Dissident                                                                              | 33    |       |
| 4. November  | Paul Gebel                           | deutscher Landwirt und Politiker (DNVP), MdL                                                                    | 79    |       |
| 4. November  | Josefine Lauterbach                  | österreichische Leichtathletin, Handballerin und Fußballerin                                                    | 63    |       |
| 4. November  | Johannes Meyer                       | dänischer Schauspieler                                                                                          | 88    |       |
| 4. November  | Frederico Paredes                    | portugiesischer Degenfechter                                                                                    | 83    |       |
| 4. November  | Max Shachtman                        | US-amerikanischer marxistischer Theoretiker                                                                     | 68    |       |
| 4. November  | Fritz Specht                         | deutscher HNO-Arzt, Hochschullehrer und Rektor der Universität Erlangen                                         | 82    |       |
| 5. November  | Lubor Bárta                          | tschechischer Komponist                                                                                         | 44    |       |
| 5. November  | Helmut Gugel                         | österreichischer Altphilologe                                                                                   | 30    |       |
| 5. November  | William Drumm Johnston               | US-amerikanischer Geologe                                                                                       |       |       |
| 5. November  | Guus Kessler                         | niederländischer Industrieller                                                                                  | 84    |       |
| 5. November  | Hermann Leitenstorfer                | deutscher Architekt                                                                                             | 85    |       |
| 5. November  | Reginald Owen                        | britischer Schauspieler                                                                                         | 85    |       |
| 5. November  | Alfred Schmidt                       | estnischer Gewichtheber                                                                                         | 74    |       |
| 5. November  | Theodor Sorgenfrei                   | dänischer Geologe                                                                                               | 56    |       |
| 5. November  | Ulric Van den Bogaerde               | britischer Fotojournalist, erster Art Editor der Times (London)                                                 | 80    |       |
| 6. November  | Rafael Bardem                        | spanischer Schauspieler                                                                                         | 83    |       |
| 6. November  | Franziska Fischer                    | deutsche Bäuerin und bayerische Senatorin                                                                       | 75    |       |
| 6. November  | Edward V. Long                       | US-amerikanischer Politiker (Demokratische Partei)                                                              | 64    |       |
| 6. November  | Hilary Marquand                      | britischer Politiker (Labour Party), Mitglied des House of Commons                                              | 70    |       |
| 6. November  | Wilhelm Runze                        | deutscher Maler                                                                                                 | 85    |       |
| 6. November  | Heinz Spundflasche                   | deutscher Fußballspieler                                                                                        | 52    |       |
| 6. November  | Jürgen Thiemens                      | deutscher Politiker (SPD), MdL                                                                                  | 76    |       |
| 7. November  | Hanna Fueß                           | Celler Heimatschriftstellerin                                                                                   | 86    |       |
| 8. November  | Hanns Holenia                        | österreichischer Komponist                                                                                      | 82    |       |
| 8. November  | Yvon Morandat                        | französischer Résistancekämpfer und Politiker                                                                   | 58    |       |
| 8. November  | Daniele Pellissier                   | italienischer Skisportler                                                                                       | 68    |       |
| 8. November  | Gustav Schmidt                       | deutscher Maler, Graphiker und Plastiker                                                                        | 84    |       |
| 9. November  | Max Hommel                           | Präsident der Eidgenössischen Bankenkommission                                                                  | 70    |       |
| 9. November  | Richard Rothe-Roth                   | deutscher Marineoffizier und Konteradmiral im Zweiten Weltkrieg                                                 | 74    |       |
| 9. November  | Hans Struth                          | deutscher Verleger                                                                                              | 79    |       |
| 10. November | Torquato Neto                        | brasilianischer Künstler                                                                                        | 28    |       |
| 10. November | Olga Andrejewna Schisnewa            | sowjetische Schauspielerin                                                                                      | 73    |       |
| 11. November | Warner Bruns                         | deutscher Politiker (DP), MdL                                                                                   | 71    |       |
| 11. November | James Norman Davidson                | britischer Biochemiker                                                                                          | 61    |       |
| 11. November | Wera Michailowna Inber               | russische Schriftstellerin                                                                                      | 82    |       |
| 11. November | Erich Kaufmann                       | Staatsrechtler                                                                                                  | 92    |       |
| 11. November | Berry Oakley                         | US-amerikanischer Bassist, Gründungsmitglied der Allman Brothers Band                                           | 24    |       |
| 11. November | Paul Schmitthenner                   | deutscher Architekt                                                                                             | 87    |       |
| 12. November | Anna Baumann-Schosland               | deutsche Politikerin (CDU in der SBZ), DFD-Funktionärin                                                         | 86    |       |
| 12. November | Rudolf Friml                         | Pianist und Komponist                                                                                           | 92    |       |
| 12. November | Eduard Hempel                        | deutscher Diplomat                                                                                              | 85    |       |
| 12. November | Tommy Wisdom                         | britischer Automobilrennfahrer und Journalist                                                                   | 66    |       |
| 13. November | Frank T. Bow                         | US-amerikanischer Politiker                                                                                     | 71    |       |
| 13. November | Erich Gerlach                        | deutscher Wirtschaftswissenschaftler und Politiker (SADP, SPD), MdL                                             | 62    |       |
| 13. November | Arnold Jackson                       | britischer Leichtathlet                                                                                         | 81    |       |
| 13. November | Karl Ortelt                          | deutscher Maler und Grafiker                                                                                    | 65    |       |
| 13. November | Walter Voltmer                       | deutscher Maler                                                                                                 | 88    |       |
| 14. November | Edward N. Allen                      | US-amerikanischer Politiker                                                                                     | 81    |       |
| 14. November | Betty Astor                          | deutsche Filmschauspielerin                                                                                     | 70    |       |
| 14. November | Martin Dies junior                   | US-amerikanischer Politiker und Abgeordneter                                                                    | 72    |       |
| 14. November | Alfred Farau                         | österreichisch-US-amerikanischer Psychotherapeut und Schriftsteller                                             | 67    |       |
| 14. November | Johannes-Leo Hoffmann                | Todesopfer an der innerdeutschen Grenze                                                                         | 31    |       |
| 14. November | Marie Kraft                          | deutsche Politikerin (SPD)                                                                                      | 85    |       |
| 14. November | Bruno Lentzsch                       | deutscher Politiker (SED)                                                                                       | 69    |       |
| 14. November | Alfred Schütze                       | deutscher Pfarrer, Schriftsteller und Dichter                                                                   | 69    |       |
| 14. November | Klaus Seelemann                      | deutscher Pädiater und Hochschullehrer                                                                          | 57    |       |
| 15. November | W. Ross Ashby                        | britischer Psychiater                                                                                           | 69    |       |
| 15. November | Hermann Brandt                       | Schweizer Sportmediziner                                                                                        | 75    |       |
| 15. November | Marc Drumaux                         | belgischer Arbeiterführer und Politiker                                                                         | 50    |       |
| 15. November | Alfred Mehmel                        | deutscher Bauingenieur und Hochschullehrer                                                                      | 76    |       |
| 15. November | Alfred Nourney                       | Passagier der 1. Klasse der Titanic                                                                             | 80    |       |
| 15. November | Henri Schouteden                     | belgischer Entomologe, Ornithologe und Zoologe                                                                  | 91    |       |
| 16. November | Josef Burger                         | deutscher Landwirt und Politiker (Zentrum, BCSV, CDU), MdL                                                      | 72    |       |
| 16. November | Norman Drake                         | britischer Hammerwerfer                                                                                         | 60    |       |
| 16. November | Béla Goldoványi                      | ungarischer Leichtathlet                                                                                        | 46    |       |
| 16. November | Karl-Otto Hartjen                    | deutscher Politiker (SPD), MdBB                                                                                 | 52    |       |
| 16. November | Vera Karalli                         | russische Tänzerin, Choreografin und Stummfilmschauspielerin                                                    | 83    |       |
| 16. November | Ulysse Paquin                        | kanadischer Opernsänger (Bass)                                                                                  | 87    |       |
| 16. November | Andrei Filippowitsch Paschtschenko   | russischer Komponist                                                                                            | 87    |       |
| 16. November | Alexander Jefimowitsch Rasumny       | russischer Filmregisseur und Kameramann                                                                         | 81    |       |
| 16. November | Josef Rüther                         | Heimatforscher und linkskatholischer Publizist                                                                  | 91    |       |
| 17. November | Pierre Apestéguy                     | französischer Schriftsteller baskischer Herkunft                                                                | 70    |       |
| 17. November | Barbara Daly Baekeland               | US-amerikanisches Mordopfer                                                                                     |       |       |
| 17. November | Francis Harper                       | US-amerikanischer Biologe                                                                                       | 86    |       |
| 17. November | Emil Hostettler                      | Schweizer Architekt                                                                                             | 85    |       |
| 17. November | Thomas C. Kinkaid                    | Admiral der US Navy                                                                                             | 84    |       |
| 17. November | Eugène Minkowski                     | französischer Psychiater                                                                                        | 87    |       |
| 17. November | Liuda Purėnienė                      | litauische Juristin und Politikerin                                                                             | 88    |       |
| 17. November | Herman Weidelener                    | deutscher Religionsphilosoph, Pfarrer und Schriftsteller                                                        | 69    |       |
| 18. November | Otto Dreyer                          | Schweizer Architekt                                                                                             | 75    |       |
| 18. November | André Héléna                         | französischer Kriminalschriftsteller                                                                            | 53    |       |
| 18. November | Stanislaus Kobierski                 | deutscher Fußballspieler                                                                                        | 62    |       |
| 18. November | Adolf Lukeschitsch                   | österreichischer Arzt und Politiker (ÖVP), Mitglied des Bundesrates                                             | 70    |       |
| 18. November | Segundo Luis Moreno                  | ecuadorianischer Komponist                                                                                      | 90    |       |
| 18. November | Danny Whitten                        | US-amerikanischer Singer, Songwriter                                                                            | 29    |       |
| 19. November | Jewhen Adamzewytsch                  | ukrainischer Komponist und Musiker                                                                              | 68    |       |
| 19. November | John Abram Aldrich                   | kanadischstämmiger US-amerikanischer Physiker und Astronom                                                      | 94    |       |
| 19. November | William Grant, Lord Grant            | schottischer Richter und Politiker                                                                              | 63    |       |
| 19. November | Eduard Lanz                          | Schweizer Architekt, Vertreter des Modernen Bauens                                                              | 86    |       |
| 20. November | Emil Beise                           | deutscher Politiker (FDP)                                                                                       | 77    |       |
| 20. November | Ennio Flaiano                        | italienischer Schriftsteller                                                                                    | 62    |       |
| 20. November | Gerard Heinz                         | deutscher Schauspieler                                                                                          | 68    |       |
| 20. November | Hanno Schmidt                        | deutscher Politiker (CDU), MdL                                                                                  | 79    |       |
| 20. November | Erwin Stresemann                     | deutscher Ornithologe                                                                                           | 82    |       |
| 21. November | Kary Barnet                          | deutsche Sängerin                                                                                               | 49    |       |
| 21. November | Georgi Michow Dimitrow               | bulgarischer Politiker                                                                                          | 69    |       |
| 21. November | Karel Hába                           | tschechischer Komponist                                                                                         | 74    |       |
| 21. November | Jerome Hill                          | US-amerikanischer Maler, Filmemacher, Produzent und Kunstförderer                                               | 67    |       |
| 21. November | Erwin Nestle                         | deutscher evangelischer Theologe und Altphilologe                                                               | 89    |       |
| 21. November | Fred Tilson                          | englischer Fußballspieler                                                                                       | 68    |       |
| 21. November | Hans Widera                          | deutscher Wirtschaftsjurist                                                                                     | 85    |       |
| 22. November | Antonio Cavoli                       | italienischer Ordensgeistlicher, Missionar und Ordensgründer                                                    | 84    |       |
| 22. November | Karl Ernstberger                     | deutsch-österreichischer Architekt                                                                              | 85    |       |
| 22. November | Malcolm Guthrie                      | britischer Linguist                                                                                             | 69    |       |
| 22. November | Franz Howanietz                      | österreichischer Maler                                                                                          | 75    |       |
| 22. November | Erwin Lutz                           | österreichischer Gerechter unter den Völkern                                                                    | 64    |       |
| 22. November | Georgine Tangl                       | österreichische Historikerin                                                                                    | 79    |       |
| 22. November | Imre Ungár                           | ungarischer Pianist                                                                                             | 63    |       |
| 23. November | August Frede                         | deutscher Offizier                                                                                              | 73    |       |
| 23. November | Herbert Klein                        | österreichischer Historiker und Landesarchivdirektor                                                            | 72    |       |
| 23. November | Wolf-Dieter Marsch                   | deutscher evangelischer Theologe                                                                                | 44    |       |
| 23. November | Oskar Johannes Mehl                  | deutscher Sachbuchautor und evangelischer Theologe                                                              | 97    |       |
| 23. November | Juan Pulido                          | spanischer Sänger und Schauspieler                                                                              | 81    |       |
| 23. November | Hans Reissinger                      | deutscher Architekt                                                                                             | 82    |       |
| 23. November | Franz Rodens                         | deutscher Journalist und Autor                                                                                  | 72    |       |
| 23. November | Hermann Bruno Wetschnig              | österreichischer Politiker (SPÖ), Mitglied des Bundesrates                                                      | 45    |       |
| 23. November | Marie Wilson                         | US-amerikanische Schauspielerin                                                                                 | 56    |       |
| 23. November | Willi Worch                          | deutscher Politiker (NSDAP)                                                                                     | 76    |       |
| 23. November | Bruno Zeiß                           | deutscher Kommunalpolitiker                                                                                     | 85    |       |
| 24. November | Peter Gratian Grimm                  | deutscher katholischer Missionsbischof                                                                          | 71    |       |
| 24. November | Mani Matter                          | Schweizer Mundart-Liedermacher und Jurist                                                                       | 36    |       |
| 24. November | Hall Overton                         | US-amerikanischer Jazz-Pianist, Arrangeur, Komponist und Musikpädagoge                                          | 52    |       |
| 24. November | Georg Schneider                      | deutscher Schriftsteller, Politiker (FDP), MdL und Rektor                                                       | 70    |       |
| 24. November | Basil Schonland                      | südafrikanischer Physiker und Meteorologe                                                                       | 76    |       |
| 24. November | May Wallas                           | britische Romanistin und Literaturwissenschaftlerin                                                             | 74    |       |
| 24. November | Karl Zerbe                           | deutsch-US-amerikanischer Maler                                                                                 | 69    |       |
| 25. November | Teodor Bălan                         | rumänischer Historiker und Fachbuchautor                                                                        | 87    |       |
| 25. November | Johannes Beer                        | deutscher Literaturwissenschaftler und Bibliothekar                                                             | 71    |       |
| 25. November | Henri Marie Coandă                   | rumänischer Physiker und Aerodynamiker                                                                          | 86    |       |
| 25. November | Peter Dornseif                       | deutscher Schauspieler und Hörspielsprecher                                                                     | 65    |       |
| 25. November | William Glasgow                      | US-amerikanischer Filmarchitekt                                                                                 | 66    |       |
| 25. November | Wilhelm Löffler                      | Schweizer Internist                                                                                             | 85    |       |
| 25. November | Hans Prütz                           | deutscher Bildhauer                                                                                             | 70    |       |
| 25. November | John Joseph Saunders                 | britischer Historiker                                                                                           | 62    |       |
| 25. November | Hans Scharoun                        | deutscher Architekt                                                                                             | 79    |       |
| 26. November | Ludwig Kostroun                      | österreichischer Schneider und Politiker (SPÖ), Abgeordneter zum Nationalrat                                    | 65    |       |
| 26. November | Theodor Mayer                        | österreichischer Historiker                                                                                     | 89    |       |
| 27. November | Victor Eftimiu                       | rumänischer Schriftsteller                                                                                      | 83    |       |
| 27. November | Max Funfack                          | deutscher Urologe                                                                                               | 77    |       |
| 27. November | Heinz Günder                         | deutscher Jurist und Regierungspräsident von Unterfranken (1960–1968)                                           | 68    |       |
| 27. November | Paul Haefelin                        | Schweizer Jurist und Politiker                                                                                  | 83    |       |
| 27. November | Georg Karg                           | Begründer des Hertie-Warenhausunternehmens                                                                      | 84    |       |
| 27. November | Willi Richter                        | deutscher Politiker (SPD), MdB, MdEP und Vorsitzender des DGB                                                   | 78    |       |
| 27. November | Robert Schurrer                      | französischer Sprinter                                                                                          | 82    |       |
| 28. November | Paul Bertololy                       | deutscher Arzt und Schriftsteller                                                                               | 80    |       |
| 28. November | Cor Blekemolen                       | niederländischer Radrennfahrer                                                                                  | 78    |       |
| 28. November | Havergal Brian                       | englischer Komponist                                                                                            | 96    |       |
| 28. November | Ludwig Draxler                       | österreichischer Rechtsanwalt, Finanzminister im Ständestaat                                                    | 76    |       |
| 28. November | Silvio Pellegrini                    | italienischer Romanist und Mediävist                                                                            | 71    |       |
| 28. November | Sibylla von Sachsen-Coburg und Gotha | schwedische Adelige, Tochter des letzten Herzogs von Sachsen-Coburg und Gotha, Mutter des schwedischen König... | 64    |       |
| 29. November | Wilhelm Blum                         | deutscher Politiker (CDU), MdL                                                                                  | 78    |       |
| 29. November | Hans Huber                           | deutscher Fußballfunktionär                                                                                     |       |       |
| 29. November | Carl Stalling                        | US-amerikanischer Filmkomponist                                                                                 | 81    |       |
| 30. November | Hans Erich Apostel                   | deutsch-österreichischer Komponist                                                                              | 71    |       |
| 30. November | Erich Baeumer                        | deutscher Landarzt und Verhaltensforscher                                                                       | 75    |       |
| 30. November | Johann Josef Demmel                  | Bischof der altkatholischen Kirche in Deutschland                                                               | 82    |       |
| 30. November | Richard Duckwitz                     | deutscher Politiker (DDP, NSDAP, DP, GDP), MdBB und Bremer Bürgermeister                                        | 86    |       |
| 30. November | Rafael Edelmann                      | dänischer Bibliothekar                                                                                          | 70    |       |
| 30. November | Egon Hofmann                         | österreichischer Maler                                                                                          | 88    |       |
| 30. November | Benjamin Idelson                     | israelischer Architekt                                                                                          | 61    |       |
| 30. November | Compton Mackenzie                    | schottischer Schriftsteller                                                                                     | 89    |       |
| 30. November | Neil H. McElroy                      | US-amerikanischer Geschäftsmann und Politiker                                                                   | 68    |       |
| 30. November | Otto Siemer                          | deutscher Chefredakteur                                                                                         | 74    |       |
| November     | Gerda Schlerth                       | deutsche Tischtennisspielerin                                                                                   |       |       |

## Dezember
| Tag          | Name                               | Beruf, bekannt als                                                                                              | Alter | Beleg |
| ------------ | ---------------------------------- | --- | ----- | ----- |
| 1. Dezember  | Hermann Greve                      | deutscher Politiker (Zentrum, CDU), MdL                                                                         | 71    |       |
| 1. Dezember  | Karl Kriso                         | österreichischer Mechaniker                                                                                     | 85    |       |
| 1. Dezember  | Henri Lavachery                    | belgischer Altamerikanist                                                                                       | 87    |       |
| 1. Dezember  | Antonio Segni                      | italienischer Politiker, Mitglied der Camera dei deputati                                                       | 81    |       |
| 2. Dezember  | Ettore Bastico                     | italienischer Marschall                                                                                         | 96    |       |
| 2. Dezember  | Richard Gyptner                    | deutscher Diplomat, Botschafter der DDR in der UdSSR und in China                                               | 71    |       |
| 2. Dezember  | Kang Yong-hŭl                      | koreanisch-amerikanischer Schriftsteller                                                                        | 74    |       |
| 2. Dezember  | Nirendranath Lahiri                | indischer Filmregisseur des bengalischen und des Hindi-Films                                                    | 64    |       |
| 2. Dezember  | André Lausseigh                    | französischer Langstreckenläufer                                                                                | 72    |       |
| 2. Dezember  | José Limón                         | mexikanischer Tänzer und Choreograph                                                                            | 64    |       |
| 2. Dezember  | Wassili Luckhardt                  | deutscher Architekt                                                                                             | 83    |       |
| 2. Dezember  | Max Rosenheim, Baron Rosenheim     | britischer Mediziner                                                                                            | 64    |       |
| 2. Dezember  | Luitgard Schneider                 | deutsche Ärztin und Politikerin (CDU)                                                                           | 79    |       |
| 2. Dezember  | Alan Meredith Williams             | britischer Diplomat                                                                                             | 63    |       |
| 2. Dezember  | Yip Man                            | Großmeister der (süd-)chinesischen Kampfkunst Wing Chun                                                         | 79    |       |
| 3. Dezember  | Erwin Bowien                       | deutscher Maler                                                                                                 | 73    |       |
| 3. Dezember  | Friedrich Christiansen             | deutscher Offizier, zuletzt General der Flieger sowie Befehlshaber der Wehrmacht in den Niederlanden            | 92    |       |
| 03. Dezember | Walter Dittmann                    | deutscher Theologe                                                                                              | 73    |       |
| 3. Dezember  | Frederick Lee Hisaw                | US-amerikanischer Zoologe                                                                                       | 81    |       |
| 3. Dezember  | Anton Jirku                        | deutsch-österreichischer Alttestamentler und Religionswissenschaftler                                           | 87    |       |
| 3. Dezember  | Bill Johnson                       | amerikanischer Jazz-Bandleader und -Bassist                                                                     | 98    |       |
| 3. Dezember  | Ludwig Kaiser                      | deutscher Bürgermeister und Landtagsabgeordneter                                                                | 84    |       |
| 3. Dezember  | Rudolf Perak                       | österreichischer Komponist                                                                                      | 81    |       |
| 3. Dezember  | Ilse Schneider-Lengyel             | deutsche Fotografin, Kunsthistorikerin, Ethnologin, surrealistische Lyrikerin, Essayistin und Literaturkriti... | 69    |       |
| 4. Dezember  | Mikalaj Aladau                     | weißrussischer Komponist                                                                                        | 81    |       |
| 4. Dezember  | Julian Biggs                       | kanadischer Filmproduzent, Filmregisseur, Drehbuchautor und Filmschaffender                                     | 52    |       |
| 4. Dezember  | Heinrich Eisemann                  | deutsch-britischer Antiquar                                                                                     | 82    |       |
| 4. Dezember  | Arnold Fischer                     | deutscher Reichstagsabgeordneter (NSDAP), MdR                                                                   | 74    |       |
| 4. Dezember  | Erich Führer                       | deutscher Politiker (SPD), MdA                                                                                  | 71    |       |
| 4. Dezember  | Melvin Lastie                      | US-amerikanischer Musiker                                                                                       | 42    |       |
| 4. Dezember  | Kadish Luz                         | israelischer Politiker                                                                                          | 77    |       |
| 04. Dezember | Johan Rühl                         | niederländischer Wasserballspieler                                                                              | 87    |       |
| 5. Dezember  | Kenny Dorham                       | US-amerikanischer Jazz-Trompeter, Sänger und Komponist                                                          | 48    |       |
| 5. Dezember  | Andrij Holowko                     | ukrainischer Schriftsteller                                                                                     | 75    |       |
| 5. Dezember  | Mihkel Jürna                       | estnischer Schriftsteller                                                                                       | 73    |       |
| 6. Dezember  | Aleksandar Gavrić                  | jugoslawischer Schauspieler                                                                                     | 40    |       |
| 6. Dezember  | Robert Keller                      | deutscher Widerstandskämpfer gegen den Nationalsozialismus                                                      | 71    |       |
| 6. Dezember  | Janet Munro                        | britische Schauspielerin                                                                                        | 38    |       |
| 6. Dezember  | Alexander Wladimirowitsch Palladin | sowjetischer Biochemiker                                                                                        | 87    |       |
| 6. Dezember  | Florian Seidl                      | deutscher Autor                                                                                                 | 79    |       |
| 6. Dezember  | Gunnar Strømvad                    | dänischer Schauspieler                                                                                          | 64    |       |
| 6. Dezember  | Paul Weyland                       | deutscher Hochstapler                                                                                           | 84    |       |
| 7. Dezember  | Humberto Mariles Cortés            | mexikanischer Springreiter                                                                                      | 59    |       |
| 7. Dezember  | Klaus Pringsheim senior            | deutscher Komponist, Dirigent und Musikkritiker                                                                 | 89    |       |
| 7. Dezember  | Werner Spieß                       | deutscher Historiker und Archivar                                                                               | 81    |       |
| 7. Dezember  | Otto Weber                         | deutscher Politiker (SPD, KPD, SED), MdR                                                                        | 83    |       |
| 8. Dezember  | George W. Collins                  | US-amerikanischer Politiker                                                                                     | 47    |       |
| 8. Dezember  | Richard Göhle                      | deutscher Musikpädagoge, Chordirigent und Komponist                                                             | 89    |       |
| 8. Dezember  | Erasto Cortés Juárez               | mexikanischer Grafiker                                                                                          | 72    |       |
| 8. Dezember  | George Crombie                     | britischer Diplomat                                                                                             | 64    |       |
| 8. Dezember  | Aladár Radnóti                     | ungarischer Provinzialrömischer Archäologe                                                                      | 59    |       |
| 9. Dezember  | William Dieterle                   | deutsch-amerikanischer Filmregisseur und Schauspieler                                                           | 79    |       |
| 9. Dezember  | Maria Eulenbruch                   | deutsche Keramikerin und Hochschullehrerin, Kunstprofessorin in Aachen                                          | 73    |       |
| 9. Dezember  | Paul Kirchhoff                     | deutscher Philosoph und Anthropologe, kommunistischer Aktivist                                                  | 72    |       |
| 9. Dezember  | Louella Parsons                    | US-amerikanische Reporterin                                                                                     | 91    |       |
| 9. Dezember  | Wilhelm Schrader-Rottmers          | deutscher Jurist                                                                                                | 63    |       |
| 09. Dezember | Nordahl Wallem                     | norwegischer Segler                                                                                             | 70    |       |
| 10. Dezember | Otto Douglas Douglas-Hill          | deutscher Bildhauer und Keramiker                                                                               | 75    |       |
| 10. Dezember | Eileen Duggan                      | neuseeländische Dichterin und Schriftstellerin                                                                  | 78    |       |
| 10. Dezember | Max Kretschmann                    | deutscher Bankier                                                                                               | 82    |       |
| 10. Dezember | Gyula Moravcsik                    | ungarischer Byzantinist                                                                                         | 80    |       |
| 10. Dezember | James H. Nicholson                 | US-amerikanischer Filmproduzent und Herstellungsleiter                                                          | 56    |       |
| 10. Dezember | Franzjosef Schneider               | deutscher Heimatdichter                                                                                         | 84    |       |
| 10. Dezember | Gustav Spangenberg                 | deutscher Jurist und Oberkirchenratspräsident                                                                   | 88    |       |
| 10. Dezember | Mark Van Doren                     | US-amerikanischer Schriftsteller                                                                                | 78    |       |
| 10. Dezember | Rasmus Birkeland                   | norwegischer Segler                                                                                             | 84    |       |
| 11. Dezember | Edward Cotter                      | irischer Politiker                                                                                              | 70    |       |
| 12. Dezember | Justino Fernández García           | mexikanischer Kunsthistoriker und -kritiker                                                                     | 68    |       |
| 12. Dezember | Adolf Hosp                         | österreichischer Politiker (CSP), Landtagsabgeordneter zum Vorarlberger Landtag                                 | 80    |       |
| 12. Dezember | Johanna Magerfleisch               | deutsche Malerin                                                                                                | 89    |       |
| 12. Dezember | Hans Susemihl                      | Oberbürgermeister (SPD) der Seehafenstadt Emden in Ostfriesland                                                 | 84    |       |
| 13. Dezember | Walter Alnor                       | deutscher Landrat, NS-Gebietskommissar                                                                          | 80    |       |
| 13. Dezember | Oliver P. Bolton                   | US-amerikanischer Politiker                                                                                     | 55    |       |
| 13. Dezember | Otto Bornemann                     | deutscher Politiker (DDP, DStP, NSDAP), MdR                                                                     | 81    |       |
| 13. Dezember | Jan Cybis                          | polnischer Maler und Hochschullehrer                                                                            | 75    |       |
| 13. Dezember | L. P. Hartley                      | britischer Schriftsteller                                                                                       | 76    |       |
| 13. Dezember | Robert Laly                        | französischer Automobilrennfahrer                                                                               | 85    |       |
| 13. Dezember | Rudolf Lütgens                     | deutscher Geograph                                                                                              | 91    |       |
| 13. Dezember | René Mayer                         | französischer Politiker                                                                                         | 77    |       |
| 13. Dezember | Max Olderock                       | deutscher Maler, avantgardistischer Vertreter des deutschen Expressionismus                                     | 77    |       |
| 14. Dezember | Eugene Berman                      | russisch-US-amerikanischer surrealistischer Maler                                                               | 73    |       |
| 14. Dezember | Oskar Dickmann                     | österreichischer Kunstmaler, Graphiker und Zeichner                                                             | 76    |       |
| 14. Dezember | Angel Karalijtschew                | bulgarischer Autor                                                                                              | 70    |       |
| 14. Dezember | August Detlev Sommerkamp           | deutscher Amtsgerichtsdirektor und Fernsehrichter                                                               | 81    |       |
| 14. Dezember | Otakar Votík                       | tschechoslowakischer Ruderer                                                                                    | 77    |       |
| 15. Dezember | François Bourbotte                 | französischer Fußballspieler und -trainer                                                                       | 59    |       |
| 15. Dezember | Erich Brückner                     | deutscher Architekt, Denkmalpfleger und Naturschutzbeauftragter                                                 | 91    |       |
| 15. Dezember | Edward Earle                       | kanadisch-US-amerikanischer Schauspieler                                                                        | 90    |       |
| 15. Dezember | Herbert Eimert                     | deutscher Komponist                                                                                             | 75    |       |
| 15. Dezember | Karl-Anton Faßbender               | deutscher Geiger und Musikpädagoge                                                                              | 70    |       |
| 15. Dezember | Max Haaf                           | deutscher Architekt                                                                                             | 73    |       |
| 15. Dezember | Wolfgang Jacobi                    | deutscher Komponist und Musikpädagoge                                                                           | 78    |       |
| 15. Dezember | Michael Jahrstorfer                | deutscher Chemiker und Manager der BASF                                                                         | 76    |       |
| 15. Dezember | Karl Kluth                         | deutscher Maler                                                                                                 | 74    |       |
| 15. Dezember | Monique de la Bruchollerie         | französische Pianistin                                                                                          | 57    |       |
| 15. Dezember | Bob Mosher                         | US-amerikanischer Drehbuchautor                                                                                 | 57    |       |
| 15. Dezember | Bruno Timm                         | deutscher Kameramann                                                                                            | 70    |       |
| 16. Dezember | Ferdinand Čatloš                   | slowakischer Militär und Politiker                                                                              | 77    |       |
| 16. Dezember | Alois Gulder                       | österreichischer Bankdirektor                                                                                   | 71    |       |
| 16. Dezember | Bernhard Kretzschmar               | deutscher Maler und Grafiker                                                                                    | 82    |       |
| 16. Dezember | Peder Marcussen                    | dänischer Turner                                                                                                | 78    |       |
| 16. Dezember | Przemysław Olszewski               | polnischer Agrarwissenschaftler und Hochschullehrer                                                             | 59    |       |
| 16. Dezember | Salvador Ortega Flores             | mexikanischer Architekt                                                                                         | 52    |       |
| 16. Dezember | Heinrich Walkenhorst               | deutscher Politiker (NSDAP), MdR, Reichshauptamtsleiter, Leiter des Personalamtes der NSDAP                     | 66    |       |
| 17. Dezember | Friedrich Boßhammer                | deutscher Jurist, SS-Sturmbannführer, Judenreferent in Italien, Mitarbeiter von Adolf Eichmann                  | 65    |       |
| 17. Dezember | Erwin Dressel                      | deutscher Komponist                                                                                             | 63    |       |
| 17. Dezember | Valfrid Gunnarsson                 | schwedischer Fußballspieler                                                                                     | 79    |       |
| 17. Dezember | Gerhard Küntscher                  | deutscher Chirurg                                                                                               | 72    |       |
| 17. Dezember | Peter Tobaben                      | deutscher Politiker (DP, CDU), MdL, MdB                                                                         | 67    |       |
| 17. Dezember | Seff Weidl                         | deutscher Bildhauer, Zeichner und Grafiker                                                                      | 57    |       |
| 18. Dezember | Gale Bruno van Albada              | niederländischer Astronom                                                                                       | 60    |       |
| 18. Dezember | Hermann Aldinger                   | deutscher Landschaftsarchitekt                                                                                  | 77    |       |
| 18. Dezember | Augusto Camerini                   | italienischer Maler, Zeichner und Filmregisseur                                                                 | 78    |       |
| 18. Dezember | Alfred Engelhardt                  | deutscher Chemiker und Kommunalpolitiker (CDU)                                                                  | 84    |       |
| 18. Dezember | Neilia Hunter Biden                | US-amerikanische Lehrerin, erste Ehefrau von Joe Biden                                                          | 30    |       |
| 18. Dezember | Ernst Overhues                     | deutscher Kommunalpolitiker, Oberbürgermeister von Düren                                                        | 94    |       |
| 18. Dezember | Malte Petzel                       | deutscher Schauspieler, Regisseur und Hörspielsprecher                                                          | 42    |       |
| 18. Dezember | Hubert Rohracher                   | österreichischer Psychologe und Jurist                                                                          | 69    |       |
| 18. Dezember | Elise Aylen Scott                  | kanadische Schriftstellerin                                                                                     | 68    |       |
| 18. Dezember | Fermín Uriarte                     | uruguayischer Fußballspieler                                                                                    |       |       |
| 18. Dezember | Rudolf Watzke                      | deutscher Opernsänger                                                                                           | 80    |       |
| 18. Dezember | Raúl Zambrano Camader              | kolumbianischer römisch-katholischer Geistlicher, Bischof von Facatativá                                        | 51    |       |
| 19. Dezember | Jacques Deval                      | französischer Dramatiker und Regisseur                                                                          | 77    |       |
| 19. Dezember | Josef Durstewitz                   | deutscher Verwaltungsjurist und Staatssekretär                                                                  | 44    |       |
| 19. Dezember | Alexander Uninski                  | US-amerikanischer Pianist                                                                                       | 62    |       |
| 19. Dezember | Ahmet Emin Yalman                  | türkischer Journalist, Autor und Professor                                                                      |       |       |
| 20. Dezember | Erwin Eckert                       | deutscher Politiker (KPD) und Vorsitzender des Bundes der religiösen Sozialisten Deutschlands, MdL              | 79    |       |
| 20. Dezember | Günter Eich                        | deutscher Hörspielautor und Lyriker                                                                             | 65    |       |
| 20. Dezember | Fritz Gessner                      | österreichischer Botaniker                                                                                      | 67    |       |
| 20. Dezember | Kurt Guggisberg                    | reformierter Kirchenhistoriker                                                                                  | 65    |       |
| 20. Dezember | Karel Kaers                        | belgischer Radrennfahrer                                                                                        | 58    |       |
| 20. Dezember | Guido Marussig                     | italienischer Maler                                                                                             | 87    |       |
| 21. Dezember | Hugh Edwards                       | britischer Ruderer                                                                                              | 66    |       |
| 21. Dezember | Paul Hausser                       | deutscher Offizier, Schöpfer und Initiator der Waffen-SS                                                        | 92    |       |
| 21. Dezember | Rudolf Jacobi                      | deutscher Maler                                                                                                 | 83    |       |
| 21. Dezember | Guido Jakoncig                     | österreichischer Minister                                                                                       | 77    |       |
| 21. Dezember | Erich Kuhlbrodt                    | deutscher maritimer Meteorologe                                                                                 | 81    |       |
| 21. Dezember | Heinrich Laag                      | evangelischer Theologe, Professor für Kirchengeschichte                                                         | 80    |       |
| 21. Dezember | Karl Stitzer                       | deutscher Schriftsteller                                                                                        | 75    |       |
| 22. Dezember | Norman Bor                         | irischer Botaniker                                                                                              | 79    |       |
| 22. Dezember | Sơn Ngọc Minh                      | kambodschanischer Politiker                                                                                     |       |       |
| 22. Dezember | Giovanni Reggio                    | italienischer Segler                                                                                            | 84    |       |
| 22. Dezember | Heinrich Joseph Vogels             | deutscher Priester und katholischer Theologe                                                                    | 92    |       |
| 23. Dezember | Adolf Armbruster                   | deutscher Landwirt                                                                                              | 82    |       |
| 23. Dezember | Charles Atlas                      | italoamerikanischer Bodybuilder                                                                                 | 80    |       |
| 23. Dezember | Mickey Coll                        | puerto-ricanischer Basketballspieler                                                                            | 21    |       |
| 23. Dezember | Eric Green                         | englischer Hockeyspieler                                                                                        | 94    |       |
| 23. Dezember | Abraham Joshua Heschel             | US-amerikanischer Rabbiner und Philosoph                                                                        | 65    |       |
| 23. Dezember | Antônio de Mendonça Monteiro       | römisch-katholischer Geistlicher und Bischof von Bonfim                                                         | 65    |       |
| 23. Dezember | Bernd Schulte                      | deutscher Maler                                                                                                 | 64    |       |
| 23. Dezember | Andrei Nikolajewitsch Tupolew      | russischer Flugzeugkonstrukteur                                                                                 | 84    |       |
| 24. Dezember | Thyra Dohrenburg                   | deutsch-dänische Übersetzerin                                                                                   | 74    |       |
| 24. Dezember | César Geoffray                     | französischer Chorleiter                                                                                        | 71    |       |
| 24. Dezember | Albert Horlitz                     | deutscher Politiker (SPD)                                                                                       | 90    |       |
| 24. Dezember | Ernst Kreuder                      | deutscher Schriftsteller                                                                                        | 69    |       |
| 24. Dezember | Gisela M. A. Richter               | deutschamerikanische Klassische Archäologin                                                                     | 90    |       |
| 24. Dezember | Arthur Stenning                    | britischer Theater- und Filmschauspieler                                                                        | 89    |       |
| 25. Dezember | Dud Bascomb                        | US-amerikanischer Jazz-Trompeter                                                                                | 56    |       |
| 25. Dezember | Hans Oesterlink                    | deutscher Bankier                                                                                               | 90    |       |
| 25. Dezember | C. Rajagopalachari                 | indischer Freiheitskämpfer und Politiker                                                                        | 94    |       |
| 26. Dezember | Otto Bauernfeind                   | deutscher evangelischer Theologe                                                                                | 83    |       |
| 26. Dezember | Bojan Balgaranow                   | bulgarischer Politiker                                                                                          | 76    |       |
| 26. Dezember | Frank Curtis                       | britischer Automobilrennfahrer                                                                                  | 60    |       |
| 26. Dezember | Chōko Iida                         | japanische Filmschauspielerin                                                                                   | 75    |       |
| 26. Dezember | Wilhelm Doerenkamp                 | deutscher Unternehmer der Pharmazeutischen Industrie                                                            | 90    |       |
| 26. Dezember | Edit Domján                        | ungarische Schauspielerin                                                                                       | 40    |       |
| 26. Dezember | Robert Hayes Gore                  | Gouverneur von Puerto Rico                                                                                      | 86    |       |
| 26. Dezember | Gra Rueb                           | niederländische Bildhauerin und Medailleurin                                                                    | 87    |       |
| 26. Dezember | Harry S. Truman                    | US-amerikanischer Politiker und Präsident der USA (1945–1953)                                                   | 88    |       |
| 27. Dezember | Ruth Blaue                         | deutsche Mörderin                                                                                               | 58    |       |
| 27. Dezember | Edward W. Goss                     | US-amerikanischer Politiker                                                                                     | 79    |       |
| 27. Dezember | Robert Klausmann                   | deutscher politischer Aktivist (KPD) und Résistancekämpfer                                                      | 76    |       |
| 27. Dezember | Petter Martinsen                   | norwegischer Turner                                                                                             | 85    |       |
| 27. Dezember | Lester Pearson                     | kanadischer Politiker und Diplomat                                                                              | 75    |       |
| 27. Dezember | Leonard Williams                   | britisch-mauritischer Politiker                                                                                 | 68    |       |
| 27. Dezember | Gerd Wohlleben                     | deutscher Politiker (FDP), MdL Rheinland-Pfalz                                                                  | 70    |       |
| 28. Dezember | Bernard Grün                       | österreichisch-britischer Komponist, Dirigent und Publizist                                                     | 71    |       |
| 28. Dezember | John Netherland Heiskell           | US-amerikanischer Politiker (Demokratische Partei)                                                              | 100   |       |
| 28. Dezember | Adolf Mathes                       | katholischer Priester und Gründer des Katholischen Männerfürsorgevereins München e.V.                           | 64    |       |
| 28. Dezember | Otto Schwab                        | deutscher Militär, Offizier der Volkspolizei und der NVA                                                        | 69    |       |
| 29. Dezember | Hayes Alvis                        | US-amerikanischer Jazzbassist                                                                                   | 65    |       |
| 29. Dezember | Henri Armand                       | französischer Automobilrennfahrer                                                                               | 78    |       |
| 29. Dezember | Curth Georg Becker                 | deutscher Maler und Graphiker                                                                                   | 68    |       |
| 29. Dezember | Erich Buchholz                     | deutscher Maler, Architekt und Grafiker                                                                         | 81    |       |
| 29. Dezember | Joseph Cornell                     | US-amerikanischer Bildhauer, Maler und Experimentalfilmer                                                       | 69    |       |
| 29. Dezember | Ludolph Fischer                    | deutscher Tropenmediziner sowie Hochschullehrer                                                                 | 72    |       |
| 29. Dezember | Paul Husfeldt                      | deutscher Politiker (CDU), MdL                                                                                  | 63    |       |
| 29. Dezember | Joseph Salvat                      | französischer Kanoniker, Romanist, Okzitanist und Hochschullehrer                                               | 83    |       |
| 29. Dezember | Werner Vollborn                    | deutscher evangelischer Theologe und Hochschullehrer                                                            | 63    |       |
| 29. Dezember | Rex Wimpy                          | US-amerikanischer Spezialeffektkünstler, Kameramann und Fotograf                                                | 73    |       |
| 30. Dezember | Vincent Carter                     | US-amerikanischer Politiker                                                                                     | 81    |       |
| 30. Dezember | Werner Pleßmann                    | deutscher Geologe und Hochschullehrer                                                                           | 44    |       |
| 30. Dezember | Richard Schimpf                    | deutscher Generalmajor der Bundeswehr                                                                           | 75    |       |
| 30. Dezember | Swidbert Schnippenkötter           | deutscher Diplomat                                                                                              | 57    |       |
| 31. Dezember | Roberto Clemente                   | puerto-ricanischer und US-amerikanischer Baseballspieler                                                        | 38    |       |
| 31. Dezember | Henry Gerber                       | US-amerikanisch-deutscher LGBT-Aktivist                                                                         | 80    |       |
| 31. Dezember | Robert Korb                        | kommunistischer Funktionär (KPTsch, SED) und Generalmajor des MfS                                               | 72    |       |
| 31. Dezember | Robert Dermot O’Flanagan           | irischer Geistlicher, Bischof von Juneau                                                                        | 71    |       |
| Dezember     | Ketti Gallian                      | französische Schauspielerin                                                                                     |       |       |